# Mysikróliki
Mysikróliki, mysikrólikowate (Regulidae) – rodzina malutkich ptaków z podrzędu śpiewających (Oscines) w obrębie rzędu wróblowych (Passeriformes).

## Występowanie
Występują w lasach Azji, Europy, Ameryki Północnej i północno-zachodniej Afryki. Zasiedlają głównie bory szpilkowe w strefie tajgi na dalekiej północny, na południu na terenach górzystych.

## Charakterystyka
Długość ciała 8–11 cm, masa ciała 5–8 g. Wierzch ciała mają głównie oliwkowozielony i szaropłowy spód, często mają czarne paski po bokach głowy. Na głowie u samców wyraźny jasnoczerwony, pomarańczowy lub żółty pasek. Podczas zalotów jest stroszony. U niektórych gatunków samice mają mniej jaskrawy pasek.
Są owadożerne, zwinnie poruszają się wśród liści. Swoim maleńkim, igłowatym dzióbkiem wyszukują na liściach, szyszkach, gałązkach i korze drobne owady. Często unoszą się na chwilę w powietrzu, aby przeszukać spód szyszki. W czasie chłodów nocują zbite w ciasną grupkę w jakimś spokojnym miejscu – robią to, aby nie tracić ciepła. Ptaki z północny przelatują na południe, bo tam jest im cieplej. Choć są takie malutkie, potrafią przelatywać duże odległości nad morzami. Zazwyczaj wyprowadzają dwa lęgi w roku, po 7–14 jaj.

## Systematyka

### Podział systematyczny
Do rodziny należą następujące rodzaje:
- Corthylio Cabanis, 1853 – jedynym przedstawicielem jest Corthylio calendula (Linnaeus, 1766) – ogniczek
- Regulus Cuvier, 1800